# ㄾ
ㄾ (reviderad romanisering: rieultieut, hangul: 리을티읕) är en av elva konsonantkluster i det koreanska alfabetet. Den består av ㄹ och ㅌ.